# Henriette Mikkelsen
Henriette Rønde Mikkelsen (født 21. september 1980 i Nykøbing Mors) er en tidligere dansk håndboldspiller. Hun startede sin karriere i den lokale klub NIF/FLUIF, men kom senere til Ikast-Bording EH, inden hun i 2003 skiftede til Viborg HK. Hun var med til at vinde OL guld i 2004 og EM Sølv 2004 for Danmarks håndboldlandshold. Hun var ude ved VM 2005 pga. en skade i sit knæ. Hun var desuden med på All-Star-holdet ved GF World Cup 2006 og med til EM 2006.
For Viborg HK var Henriette Mikkelsen med til at vinde DM 2006 og Champions League 2006.
Til daglig bor hun i Viborg med Mads Møller. Hun er uddannet lærer, men har valgt at skifte karriere og er nu i gang med at uddanne sig til sygeplejeske. Hun fødte den 20. april 2008 datteren Frida og spillede derfor ikke det meste af sæsonen 2007-08, men hun har fra starten af den følgende sæson igen været aktiv for Viborg HK og på landsholdet.
Hun indstillede sin karriere i 16. november 2011 efter en pokalkamp mod Randers HK. Hun gjorde kortvarigt comeback for Viborg HK som 34-årig, da klubben 19. november 2014 tabte mod dameligaens tophold, Team Esbjerg.
Hun spiller pt. som amatør på Viborg HK's Jyllandsseriehold.

## Politik
Hun valgte at stille op til Kommunalvalget 2009 den 17. november for Socialdemokratiet. Her blev hun med 309 personlige stemmer valgt ind som det sidste socialdemokratiske medlem af byrådet i Viborg Kommune.